# کونیو ایواهاشی
کونیو ایواهاشی (انگلیسی: Kunio Iwahashi؛ زادهٔ ۳ ژانویهٔ ۱۹۳۹) بازیکن هاکی روی چمن اهل ژاپن بود.